# Hypoxystis pulcheraria
Hypoxystis pulcheraria är en fjärilsart som beskrevs av Herz 1905. Hypoxystis pulcheraria ingår i släktet Hypoxystis och familjen mätare. Inga underarter finns listade i Catalogue of Life.